# El Amparo (Tovar)
Pour les articles homonymes, voir El Amparo et Amparo.
El Amparo est l'une des quatre paroisses civiles de la municipalité de Tovar dans l'État de Mérida au Venezuela. Sa capitale est Tovar, chef-lieu de la municipalité.